# Bulbophyllum dekockii
Bulbophyllum dekockii là một loài phong lan thuộc chi Bulbophyllum.